# Coupe de la Ligue française féminine de handball 2003-2004
Navigation
Coupe de la Ligue 2002-2003 Coupe de la Ligue 2004-2005
La Coupe de la Ligue féminine de handball 2003-2004 est la 2e édition de la Coupe de la Ligue française féminine de handball. La phase finale de la compétition est organisée en Languedoc, du 26 au 28 décembre 2003.
La compétition est remportée par l'ES Besançon qui réalise le doublé après sa victoire de la saison précédente grâce à sa victoire en finale après prolongation face au HB Metz Métropole. Les deux autres demi-finalistes étaient Le Havre et Toulon Métropole.

## Modalités
Quarts, demi et finale en match sec de 2x30 minutes selon les règlements généraux et élite. En cas d'égalité, prolongation de 2x5 minutes. En cas de nouvelle égalité, épreuve de tirs au but.
Les quarts de finale ont lieu à Agde et Montpellier et les demi-finales et les finales à Nîmes.
Le vainqueur de la Coupe de la Ligue est qualifié pour la Coupe Challenge.

## Premier tour
Les matchs aller sont disputés le 9 novembre 2003 et les matchs retour le 23 novembre 2003 :
| Équipe 1               | Score   | Équipe 2            | Aller   | Retour  |
| ---------------------- | ------- | ------------------- | ------- | ------- |
| CJF Fleury             | 43 – 41 | HBC Nîmes           | 24 – 20 | 19 – 21 |
| Issy-les-Moulineaux HB | 52 – 51 | Angoulême CH        | 25 – 27 | 27 – 24 |
| Toulon Var Handball    | 52 – 33 | SUN AL Bouillargues | 29 – 13 | 23 – 20 |
| Mérignac Handball      | 43 – 41 | US Mios-Biganos     | 32 – 29 | 26 – 27 |

Le HB Metz métropole, l'ES Besançon, Le Havre AC Handball et le Cercle Dijon Bourgogne sont exemptés de ce premier tour.

## Phase finale

### Tableau récapitulatif
Les résultats sont :
|  | Quarts de finale       | Quarts de finale     |                   |                     | Demi-finales           | Demi-finales |  |  | Finale               | Finale |
|  | Quarts de finale       | Quarts de finale     |                   |                     | Demi-finales           | Demi-finales |  |  | Finale               | Finale |
|  |                        |                      |                   |                     |                        |              |  |  |                      |        |
|  |                        |                      |                   |                     |                        |              |  |  |                      |        |
|  |                        |                      |                   |                     |                        |              |  |  |                      |        |
|  | ES Besançon            | 40                   |                   |                     |                        |              |  |  |                      |        |
|  | ES Besançon            | 40                   |                   |                     |                        |              |  |  |                      |        |
|  | CJF Fleury             | 30                   |                   |                     |                        |              |  |  |                      |        |
|  | CJF Fleury             | 30                   | ES Besançon       | 26                  |                        |              |  |  |                      |        |
|  |                        |                      | ES Besançon       | 26                  |                        |              |  |  |                      |        |
|  |                        | Toulon Var Handball  | 22                |                     |                        |              |  |  |                      |        |
|  | Toulon Var Handball    | Toulon Var Handball  | 22                | 27                  |                        |              |  |  |                      |        |
|  | Toulon Var Handball    |                      |                   | 27                  |                        |              |  |  |                      |        |
|  | Cercle Dijon Bourgogne | 21                   |                   |                     |                        |              |  |  |                      |        |
|  | Cercle Dijon Bourgogne | 21                   | ES Besançon       | 31                  |                        |              |  |  |                      |        |
|  |                        |                      | ES Besançon       | 31                  |                        |              |  |  |                      |        |
|  |                        | HB Metz Métropole    | 28                |                     |                        |              |  |  |                      |        |
|  | HB Metz Métropole      | HB Metz Métropole    | 28                | 31                  |                        |              |  |  |                      |        |
|  | HB Metz Métropole      |                      |                   | 31                  |                        |              |  |  |                      |        |
|  | Issy-les-Moulineaux HB | 19                   |                   |                     |                        |              |  |  |                      |        |
|  | Issy-les-Moulineaux HB | 19                   | HB Metz Métropole | 27                  |                        |              |  |  |                      |        |
|  |                        |                      | HB Metz Métropole | 27                  | Match pour la 3e place |              |  |  |                      |        |
|  |                        | Le Havre AC Handball | 25                |                     |                        |              |  |  |                      |        |
|  | Mérignac Handball      | Le Havre AC Handball | 25                | 21                  |                        |              |  |  |                      |        |
|  | Mérignac Handball      |                      |                   | 21                  |                        |              |  |  |                      |        |
|  | Le Havre AC Handball   | 28                   |                   | Toulon Var Handball | 20"                    |              |  |  |                      |        |
|  | Le Havre AC Handball   | 28                   |                   | Toulon Var Handball | 20"                    |              |  |  |                      |        |
|  |                        |                      |                   |                     |                        |              |  |  | Le Havre AC Handball | 23     |
|  |                        |                      |                   |                     |                        |              |  |  | Le Havre AC Handball | 23     |

### Quarts de finale
Les quarts de finale ont été disputés le 26 décembre 2003,, :
- Agde, 18h00 : ES Besançon - Fleury les Aubrais : 40 - 30 (mi-temps: 18-14)[7]
- Agde, 20h00 : Le Havre - Mérignac : 28- 21 (mi-temps: 15-11)[8]
- Montpellier, 18h00 : Dijon - Toulon : 27 - 21 (mi-temps: 13-11)[9]
- Montpellier, 20h00 : Metz - Issy les Moulineaux : 31 - 19 (mi-temps: 17-11)[10]

### Demi-finales
Les demi-finales ont été disputées le 27 décembre 2003 :
- Nîmes, 16h00 : ES Besançon 26 - 22 Toulon (mi tps 12 - 11)[11]
- Nîmes, 18h00 : Le Havre 25 - 27 Metz[12]
  - Metz : Jacques 9/13 (1/1 pen.), Kanto 0/3, Selambarom 1/1, Lannes 2/2, Dajcman 0/2, Hadj 1/5, Vogein 4/6, Wendling 4/5, Hadi 1/2, Obucina 1/1, Medved 4/8 (3/4).
  - Le Havre : Mincan 3/5 (0/1 pen.), Lerus 4/10, Niang 1/2, Baudoin 2/6, Piejos 2/4, Okoye 4/9 (0/1), Signate 2/9, Szukielowicz 2/3, Tounkara 5/11 (3/5).

### Match pour la3eplace
Le match pour la 3e place a été disputé le 27 décembre 2003 à 15h00 à Nîmes et a vu Le Havre s'imposer 23 à 20 face à Toulon :
- Le Havre bat Toulon, 23 à 20 (mi-temps : 13-9).
- Arbitres : Nordine Lazaar et Laurent Reveret.
- Évolution du score : 1-2 ; 3-2 (5e); 6-4 (10e); 6-7 (12e); 8-8 (17e); 9-9 (20e); 13-9 (mi-temps). 15-9 (33e); 16-13 (40e); 18-15; 18-19 ; 20-20 (51e); 23-20.

| Le Havre AC Handball - Gardiennes : - Ionica Munteanu : 5 arrêts sur 19 tirs (26 %, en 42 minutes). - Linda Pradel : 9 arrêts sur 13 tirs, dont 0/1 pen (69 %, en 16 minutes). - Joueuses : - Mincan 4/9 (dont 1/1 pen) - Laura Lerus 6/13 - Niang 1/3 - Moreau (non-entrée) - Milic (non-entrée) - Paule Baudouin 3/4 - Katty Piejos 0/1 - Chantal Okoye 3/7 - Mariama Signaté 1/2 - Szukiełowicz 1/2 - Maakan Tounkara 4/6 (dont 1/1 pen) - Laïsa Lerus (non-entrée) | Toulon Var Handball - Gardiennes : - Bouveret :11 arrêts sur 29 tirs (37 %, en 45 minutes) - Berdegay : 2 arrêts sur 7 tirs (26 %, en 14 minutes) - Marie-Annick Dézert : pas d’arrêt, sur 2 tirs. - Joueuses : - Lattanzio 5/5 - Vanessa Jelic 1/3 - Stéphanie Lambert 2/4 - Le Goff 1/4 (dont 1/1 pen) - Gisèle Donguet 3/8 - Amélie Goudjo 4/5 - Kraynovic 1/5 - Moulins 0/1 - Sarbu 3/6 |

### Finale
La finale a été disputée le 27 décembre 2003 à 17h30 à Nîmes et a vu l'ES Besançon s'imposer 31 à 28 après prolongation face au HB Metz Métropole :
| 28 décembre 2003 17h30 | ES Besançon              | 31 – 28 (ap)   | HB Metz Métropole | Nîmes Affluence : 2 300 Arbitrage : François Garcia et Jean-Pierre Moréno |
| 28 décembre 2003 17h30 | Sandrine Delerce 7       | (12-14, 25-25) | Tatjana Medved 13 | Nîmes Affluence : 2 300 Arbitrage : François Garcia et Jean-Pierre Moréno |
| 28 décembre 2003 17h30 | Prol. : 6-3              |                |                   | Nîmes Affluence : 2 300 Arbitrage : François Garcia et Jean-Pierre Moréno |
| 28 décembre 2003 17h30 | Handzone.net Hand action |                |                   | Nîmes Affluence : 2 300 Arbitrage : François Garcia et Jean-Pierre Moréno |

| ES Besançon - Gardiennes : - Marina Khatkova 20 arrêts dont 0/7 pen. - Vanessa Leclerc 0/2 pen. - Joueuses de champ : - Émilie Delattre 2/2 - Stéphanie Fiossonangaye 6/8 dont 4/5 pen. - Sandrine Delerce 7/11 - Véronique Pecqueux-Rolland 4/7 - Sophie Herbrecht 2/6 - Raphaëlle Tervel 1/2 - Alexandra Castioni 2/3 - Myriame Saïd Mohamed 2/6 - Stéphanie Ntsama Akoa 0/2 - Carmen Amariei 5/12 dont 3/4 pen. | HB Metz Métropole - Gardiennes : - Lenka Černá 16 arrêts dont 1 /6 pen. - Florentina Grecu - Joueuses de champ : - Mélinda Jacques-Szabo 4/16 dont 2/2 pen. - Nina Kanto 0/1 - Nathalie Selambarom 0/1 - Stéphanie Lannes 0/1 - Tanja Dajčman 1/2 - Rachida Drii Hadj 4/10 - Estelle Vogein 3/5 - Isabelle Wendling 3/5 - Tatjana Medved 13/24 dont 6/7 pen. |